# (4912) Emilhaury
(4912) Emilhaury (1953 VX1) – planetoida z grupy pasa głównego asteroid okrążająca Słońce w ciągu 3 lat i 181 dni w średniej odległości 2,3 j.a. Została odkryta 11 listopada 1953 roku.